# Colin A. Palmer
Colin Alphonsous Palmer (23 mars 1944 - 20 juin 2019) est un historien américain d'origine jamaïcaine. Il a été professeur d'histoire et d'études afro-américaines à l'université de Princeton.

## Biographie
Colin Palmer a passé une licence à l'université des Indes occidentales et un doctorat de l'université du Wisconsin à Madison. Il a notamment travaillé sur l'histoire de la colonisation britannique de la Jamaïque. Il est spécialiste de la vie et l'œuvre d'Eric Williams.

## Œuvre
- 1976 : Slaves of the White God: Blacks in Mexico, 1570–1650
- 1981 : Human Cargoes
- 1989 : Modern Caribbean
- 1995 : The First Passage: Blacks in the Americas 1502-1617
- 1996 : The African Diaspora
- 1998 : Passageways: An Interpretive History of Black America
- 2003 : The Education of History for Twenty-First Century
- 2005 : Encyclopedia of African American Culture and History: The Black Experience in the Americas (Encyclopedia of African American Culture and History), 6 volumes
- 2005 : Beyond Black and Red: African-Native Relations in Colonial Latin America
- 2006 : Eric Williams & The Making of the Modern Caribbean
- 2007 : Ideology, Identity and Assumptions
- 2007 : Cultural Life
- 2010 : Cheddi Jagan and the Politics of Power: British Guiana's Struggle for Independence
- 2014 : Freedom's Children: The 1983 Labor Rebellion and the Birth of Modern Jamaica